# Mar de Bisayas
El mar de Bisayas (en inglés, Visayan Sea), es uno de los mares interiores del archipiélago filipino, un pequeño mar que generalmente se considera parte del mar de Filipinas (a su vez parte del océano Pacífico), ubicado en el interior del archipiélago de las islas Bisayas. 
Administrativamente, sus aguas y costas pertenecen a Filipinas, a las regiones de Bisayas Centrales (VII), Bisayas Orientales (VIII) y Bisayas Occidentales (VI).

## Geografía
El mar de Bisayas es un mar de Filipinas localizado en el interior del archipiélago de las Bisayas. Tiene por límites:
- al norte, el canal de Jintotolo —que comunica con el mar de Sibuyan— y la costa meridional de la isla de Masbate;
- al este, el mar de Samar y la costa occidental de la isla de Leyte;
- al sur, el mar de Camotes, la costa septentrional de la isla de Cebú, el estrecho de Tañón —que comunica con el mar de Bohol— y la costa septentrional de la isla de Negros;
- al oeste, el estrecho de Guimaras —que conecta con el mar de Sulu tras atravesar el golfo de Panay— y la costa oriental de la isla de Panay.

La isla más grande dentro de este mar es la isla Bantayan.